# Sergio Rodríguez Muñoz
Sergio Rodríguez Muñoz (* 19. August 1985 in Guadalajara, Jalisco) ist ein ehemaliger mexikanischer Fußballspieler auf der Position eines Torwarts. 

## Leben
Rodríguez erhielt seine fußballerische Ausbildung bei seinem Heimatverein Deportivo Guadalajara, bei dem er auch seinen ersten Profivertrag erhielt. Seine 9 Ligaeinsätze in der Saison 2008/09 blieben jedoch seine einzigen Einsätze in der höchsten mexikanischen Spielklasse für Guadalajara und er wurde anschließend an den Aufsteiger Querétaro Fútbol Club abgegeben, der ihn seinerseits nach wenigen Monaten an den Zweitligisten CD Irapuato abgab. Seither spielte Rodríguez bestenfalls in der zweiten mexikanischen Spielklasse. 
Der mexikanische Sportnachrichtendienst „Medio Tiempo“ bezeichnete ihn als den „enttäuschendsten Torhüter“ in der Geschichte des Club Deportivo Guadalajara.